# 福岡空港警察署
福岡空港警察署（ふくおかくうこうけいさつしょ）は福岡県警察が管轄する警察署の一つで、福岡地区に属す。

## 概要
署長の階級は警視。
よど号ハイジャック事件を契機にハイジャック防止を最重点として東京空港警察署に次いで全国で2番目に誕生した空港警察署。取扱事案としては車上狙いや置き引きなどの窃盗犯、土産品や手荷物などの拾得物が主だが、密入国やテロの警戒最前線であることから近年重要性が増している。少人数のため大規模事案発生の際は警察本部が主導し博多警察署が支援する。
管内は、居住人口が警察署長を除くと0であるが、空港利用客が1日50,000人強のほか官公署・航空会社・店舗など300余に7,000人弱が勤務している。

## 所在地
- 福岡市博多区大字下臼井782番地の1

（福岡空港国内線第3ターミナルビルの北隣）

## 管轄区域
- 福岡市博多区のうち福岡空港の区域

## 沿革
- 1956年9月1日 博多警察署板付飛行場警備派出所開設。
- 1968年7月25日　博多警察署福岡空港警備派出所に改称。
- 1970年3月31日　よど号ハイジャック事件発生。
- 1971年4月1日 福岡県福岡空港警察署に昇格。
- 1986年9月19日 現在地に独立した庁舎を新築し移転。
- 1989年12月16日 中国民航機ハイジャック事件発生。
- 1996年6月13日 ガルーダ・インドネシア航空機離陸炎上事故発生。
- 1999年5月11日 国際線ターミナルビル竣工に伴い国際線連絡派出所を新設。

## 組織
- 総務課
- 会計課
- 生活安全刑事課
- 警備課
- 地域課（交通業務も分掌。）

## 連絡派出所
|                  | 所在地                               | 住所                           |
| ---------------- | ------------------------------------ | ------------------------------ |
| 国内線連絡派出所 | 国内線第2ターミナルビル1階正面入口横 | 福岡市博多区大字下臼井767番地1 |
| 国際線連絡派出所 | 国際線ターミナルビル3階入口北端      | 福岡市博多区大字青木739番地    |